# Ахаз
Аха́з (ивр. אָחָז‎), сын Иоафама — царь Иудейского царства. Согласно Ветхому Завету воцарился в 20-летнем возрасте и правил в Иерусалиме 16 лет (2Пар. 28:1), таким образом, он прожил 36 лет.

## Библейское повествование

### Проассирийская политика
Ахаз, так же как и его отец, Иоафам, отказался вступить в антиассирийский союз, в который, кроме Израильского царства и Дамасского царства, вошли правитель Газы Ганнон, представлявший филистимлян, Идумея (Эдом) и царь Тира Хирам II. Видя нежелание Иудеи примкнуть к коалиции, Израиль и Арам решили силой свергнуть представителей Дома Давида и посадить на иудейский престол своего ставленника, представителя рода некоего Табиэла.
Объединённая армия израильского царя Факея и арамейского царя Рецина двинулась на Иерусалим. Дорогу им преградили войска иудеев, но потерпели жестокое поражение (Библия свидетельствует о 120 тыс. погибших — 2Пар. 28:6), многие попали в плен, а остальные бежали в столицу. Иерусалим оказался в осаде. Взять штурмом хорошо укреплённый город израильтяне и арамеи не могли, но и отступать не хотели. Видя затруднительное положение Иудеи, филистимляне захватили ряд пограничных городов (2Пар. 28:18), а с юга напали эдомитяне, грабя и опустошая окрестности и угоняя иудеев в плен. Они вновь отобрали Эцион-Гевер (Эйлат), лишив Иудею выхода к Красному морю.
Тем временем Ахаз, запертый в Иерусалиме, отправил послов в Ниневию к Тиглатпаласару с просьбой о помощи. «Раб твой и сын твой я — приди и защити меня от руки царя сирийского и царя израильского, восставших против меня». Этот призыв, подкреплённый богатыми дарами, был услышан. В 734 году до н. э. ассирийская армия выступила в поход. Главным своим противником Тиглатпаласар видел Дамасское царство, стоявшее во главе антиассирийской коалиции. Однако первой пала Филистия. Царь Газы Ганнон бежал в Египет, но вскоре вернулся и признал власть Ассирии, уплатив огромный выкуп.
При содействии Тиглатпаласара в Аскалоне (Ашкелоне) произошёл переворот, и новый правитель Рухабт полностью подчинился ассирийцам. Контроль над торговыми путями на севере Синая перешёл в руки Тиглатпаласара. На следующий год военные действия в Ханаане и южной Сирии продолжались, а в 732 году до н. э. Тиглатпаласар взял Дамаск. Царь Рецин был казнён, и Арам превратился в ассирийскую провинцию. Царь тиро-сидонский Хирам II, цари Моава, Эдома, Аммона, Аскалона, Газы, а также аравийские царства арабов Муза, Тейма, Мавейское и др. покорились и принесли богатые дары золотом и серебром. Тир уплатил самую большую за всю историю Ассирии единовременную дань в 150 талантов золота (более 4,5 тонн).
Следующий удар пришёлся по Израилю. Факей пал жертвой бунта, а на его место был посажен сторонник Ассирии Осия. Израильское царство сильно сократилось в размерах, заиорданские владения, Галаад и Галилея были отторгнуты от Израильского царства и управлялись ассирийскими наместниками. Население захваченных территорий было насильно угнано в Месопотамию, а на оставшихся была наложена дань. Ассирийские завоевания сопровождались разрушениями крупных городов, что подтверждается археологическими раскопками в Хацоре и Мегиддо.
Пока Тиглатпаласар оставался в Дамаске, где воздвиг жертвенник в честь своей победы, туда прибыл с визитом Ахаз. Он привез богатые дары своему освободителю, засвидетельствовал добровольное подчинение Иудеи и принял обязательство выплачивать достаточно крупную дань. В знак почтения к ассирийскому повелителю Ахаз повелел построить в Иерусалиме такой же жертвенник, как в Дамаске.

### Религиозная политика
При Ахазе в Иудее все большее распространение стали получать финикийские и сирийские культы, что вызвало возмущение иерусалимского священства и пророков. Так, он установил в Иерусалиме статую Ваалу (2Пар. 28:2). Поэтому отношение к этому царю в Библии в значительной мере негативное.

## Археологические находки
В 1990-е годы на антикварном рынке в Израиле была найдена печать иудейского царя Ахаза[уточнить]. Надпись на глиняном оттиске гласит: «Принадлежит Ахазу, сыну Иотама, царю Иудеи». Также Ахаз упоминается около 743 года до нашей эры в архивах ассирийского царя Тиглатпаласара III среди многочисленных царей, принёсших дань ассирийскому царю[страница не указана 1432 дня].

## Память
«Царь Ахаз» — название первой еврейской национальной оперы, созданной британским композитором Самуилом Альманом в 1912 году на основе собственного либретто на идише.